# A (제쓰로 툴의 음반)
| 전문가 평가                       | 전문가 평가 |
| 평가 점수                         | 평가 점수   |
| 출처                              | 점수        |
| --------------------------------- | ----------- |
| AllMusic                          | [ 1 ]       |
| The Encyclopedia of Popular Music | [ 2 ]       |

《A》는 영국의 록 밴드 제쓰로 툴의 열세 번째 스튜디오 음반이다. 1980년 8월 29일 영국에서, 같은 해 9월 1일 미국에서 발매되었다.
이 음반은 처음에는 프론트맨 이언 앤더슨의 데뷔 솔로 음반이 될 의도로 작성 및 녹음되었지만(음반 제목에 마스터 테이프가 녹음 중 앤더슨을 위해 "A"로 표시됨), 크리설리스 레코드의 압력으로 결국 이 음반은 제쓰로 툴 음반으로 발매되었다. 앤더슨은 이후 제쓰로 툴이라는 이름으로 음반을 발매하게 된 것에 대해 후회한다고 밝혔다.

## 배경
A는 제쓰로 툴의 음반사 크리설리스가 그룹의 공로를 인정해 달라고 요청하기 전에 이언 앤더슨의 솔로 음반으로 녹음되었다. 이것이 음반 제목의 이유인데, 테이프에 "앤더슨"의 "A"가 표시되어 있었기 때문이다. 이 음반은 신시사이저 기반 사운드로 유명하며, 이 사실은 밴드 팬들 사이에서 논란을 일으켰다. 반면에 민속에 영향을 받은 곡인 〈The Pine Marten's Jig〉가 수록되어 있다.
《A》는 밴드의 이전 음반인 《Stormwatch》 (1979년)와는 극적으로 다른 제쓰로 툴 라인업을 선보인다. 전 키보디스트 존 에반과 오르가니스트 디 팔머는 그룹에서 해고되었고, 드러머 배리모어 발로는 존 글래스콕의 죽음에 대한 우울증과 자신의 밴드 설립 계획으로 인해 밴드를 떠났다.
《Stormwatch》 (1979년)와 《A》 (1980년)에 모두 참여한 제쓰로 툴의 멤버는 이언 앤더슨과 마틴 바레뿐이다. 이번 공연은 베이시스트 데이브 페그가 제쓰로 툴 스튜디오 녹음에 처음으로 참여한 것이기도 하지만, 1979년 《Stormwatch》 투어에서 고인이 된 글래스콕을 대신해 밴드의 멤버가 된 바 있다. 라인업 변경에는 상반된 이유가 있다. 앤더슨은 1970년대 포크 록과 프로그레시브 록과는 다른 방향으로 밴드를 이끌고 싶다고 말했다.

## 곡 목록
모든 곡들은 이언 앤더슨에 의해 작사/작곡하였다.
| #  | 제목                          | 재생 시간 |
| -- | ----------------------------- | --------- |
| 1. | 〈Crossfire〉                 | 3:55      |
| 2. | 〈Fylingdale Flyer〉          | 4:35      |
| 3. | 〈Working John, Working Joe〉 | 5:04      |
| 4. | 〈Black Sunday〉              | 6:35      |

| #  | 제목                             | 재생 시간 |
| -- | -------------------------------- | --------- |
| 1. | 〈Protect and Survive〉          | 3:36      |
| 2. | 〈Batteries Not Included〉       | 3:52      |
| 3. | 〈Uniform〉                      | 3:34      |
| 4. | 〈4.W.D. (Low Ratio)〉           | 3:42      |
| 5. | 〈The Pine Marten's Jig (기악)〉 | 3:28      |
| 6. | 〈And Further On〉               | 4:21      |